# Gouvets
Gouvets est une commune française, située dans le département de la Manche en région Normandie, peuplée de 291 habitants.

## Géographie
La commune est au sud du pays saint-lois, aux confins du Bocage virois. Son bourg est à 6 km au sud-ouest de Tessy-sur-Vire, à 9 km à l'est de Percy, à 15 km au nord-est de Villedieu-les-Poêles et à 22 km au nord-ouest de Vire.
Gouvets est majoritairement dans le bassin de la Vire, par son affluent la Gouvette qui prend sa source à la Grande Mintrie, qui passe à l'est du bourg et qui collecte les eaux du territoire, aidée d'une huitaine de courts affluents. Le sud-ouest de la commune est dans le bassin de la rivière du Chefresne, cours d'eau tributaire de la Sienne.
Le point culminant (277 m) se situe en limite sud-est, près de l'A84 et du lieu-dit la Barlière. Le point le plus bas (74 m) correspond à la sortie de la Gouvette du territoire, au nord-est. La commune est bocagère.
| Montabot  | Tessy-Bocage (comm. dél. de Tessy-sur-Vire)    | Pont-Farcy (Calvados) |
| Montabot  | Gouvets                                        | Pont-Farcy (Calvados) |
| Margueray | Montbray (par un angle), Saint-Vigor-des-Monts | Saint-Vigor-des-Monts |

### Hydrographie
La commune est située dans le bassin Seine-Normandie. Elle est drainée par le cours d'eau 02 de la commune de Percy, la Gouvette, le cours d'eau 01 de la commune de Gouvets, le cours d'eau 01 de la Maison Seulé et le fossé 01 de la Renardière,,.

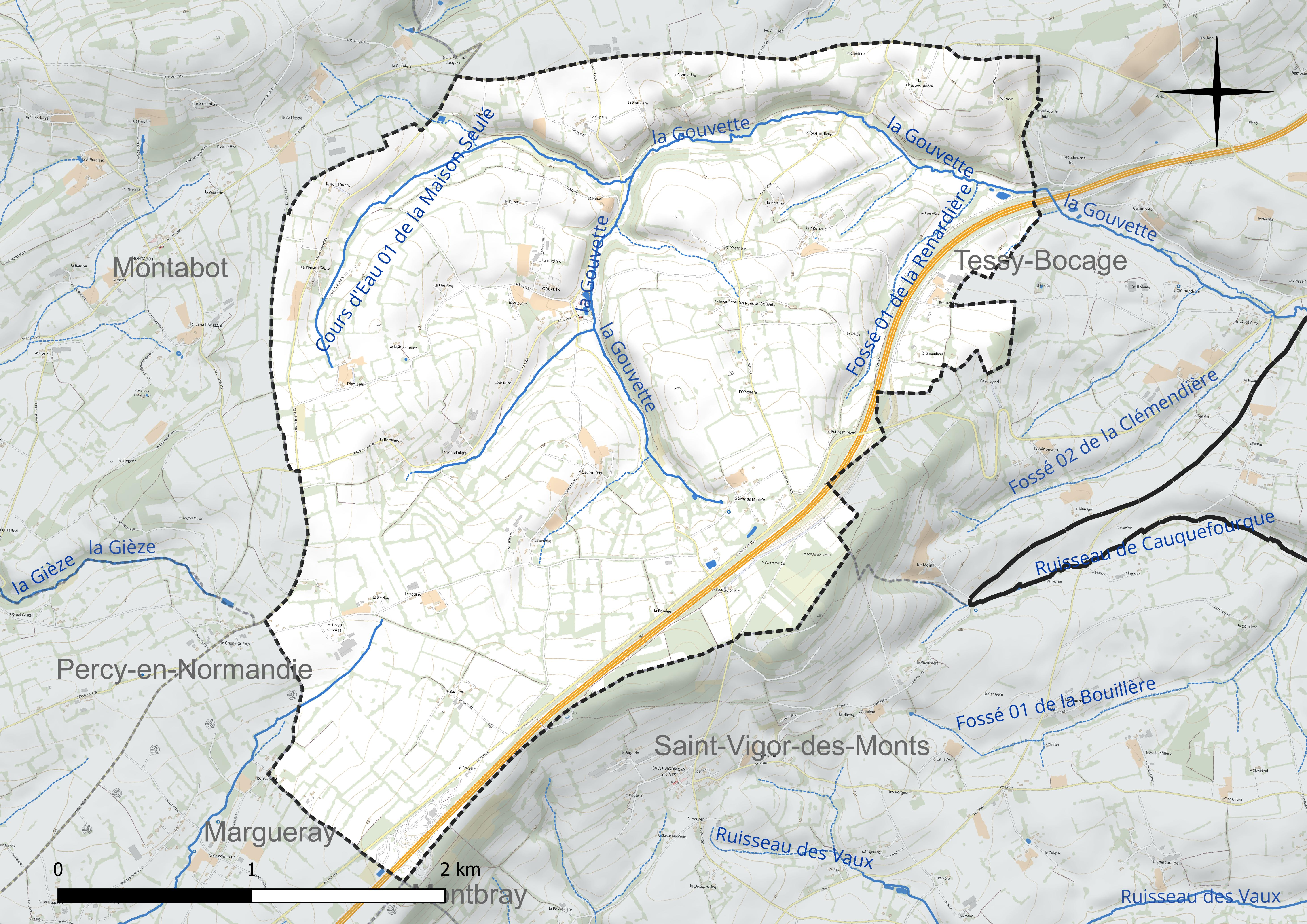
Réseau hydrographique de Gouvets.

### Climat
Pour des articles plus généraux, voir Climat de la Normandie et Climat de la Manche.
En 2010, le climat de la commune est de type climat océanique franc, selon une étude du CNRS s'appuyant sur une série de données couvrant la période 1971-2000. En 2020, Météo-France publie une typologie des climats de la France métropolitaine dans laquelle la commune est exposée à un climat océanique et est dans la région climatique  Normandie (Cotentin, Orne), caractérisée par une pluviométrie relativement élevée (850 mm/a) et un été frais (15,5 °C) et venté. Parallèlement le GIEC normand, un groupe régional d’experts sur le climat, différencie quant à lui, dans une étude de 2020, trois grands types de climats pour la région Normandie, nuancés à une échelle plus fine par les facteurs géographiques locaux. La commune est, selon ce zonage, exposée à un « climat contrasté des collines », correspondant au Bocage normand, bien arrosé, voire très arrosé sur les reliefs les plus exposés au flux d’ouest, et frais en raison de l’altitude.
Pour la période 1971-2000, la température annuelle moyenne est de 10,3 °C, avec une amplitude thermique annuelle de 12,3 °C. Le cumul annuel moyen de précipitations est de 1 075 mm, avec 14,6 jours de précipitations en janvier et 9,6 jours en juillet. Pour la période 1991-2020, la température moyenne annuelle observée sur la station météorologique la plus proche, située sur la commune de Condé-sur-Vire à 14 km à vol d'oiseau, est de 11,3 °C et le cumul annuel moyen de précipitations est de 956,7 mm,. Pour l'avenir, les paramètres climatiques de la commune estimés pour 2050 selon différents scénarios d’émission de gaz à effet de serre sont consultables sur un site dédié publié par Météo-France en novembre 2022.

## Urbanisme

### Typologie
Au 1er janvier 2024, Gouvets est catégorisée commune rurale à habitat très dispersé, selon la nouvelle grille communale de densité à sept niveaux définie par l'Insee en 2022.
Elle est située hors unité urbaine. Par ailleurs la commune fait partie de l'aire d'attraction de Saint-Lô, dont elle est une commune de la couronne,. Cette aire, qui regroupe 63 communes, est catégorisée dans les aires de 50 000 à moins de 200 000 habitants,.

### Occupation des sols
L'occupation des sols de la commune, telle qu'elle ressort de la base de données européenne d’occupation biophysique des sols Corine Land Cover (CLC), est marquée par l'importance des territoires agricoles (94,2 % en 2018), en diminution par rapport à 1990 (96,6 %). La répartition détaillée en 2018 est la suivante : prairies (47 %), zones agricoles hétérogènes (29,9 %), terres arables (17,3 %), zones industrielles ou commerciales et réseaux de communication (3,1 %), forêts (2,7 %). L'évolution de l’occupation des sols de la commune et de ses infrastructures peut être observée sur les différentes représentations cartographiques du territoire : la carte de Cassini (XVIIIe siècle), la carte d'état-major (1820-1866) et les cartes ou photos aériennes de l'IGN pour la période actuelle (1950 à aujourd'hui).

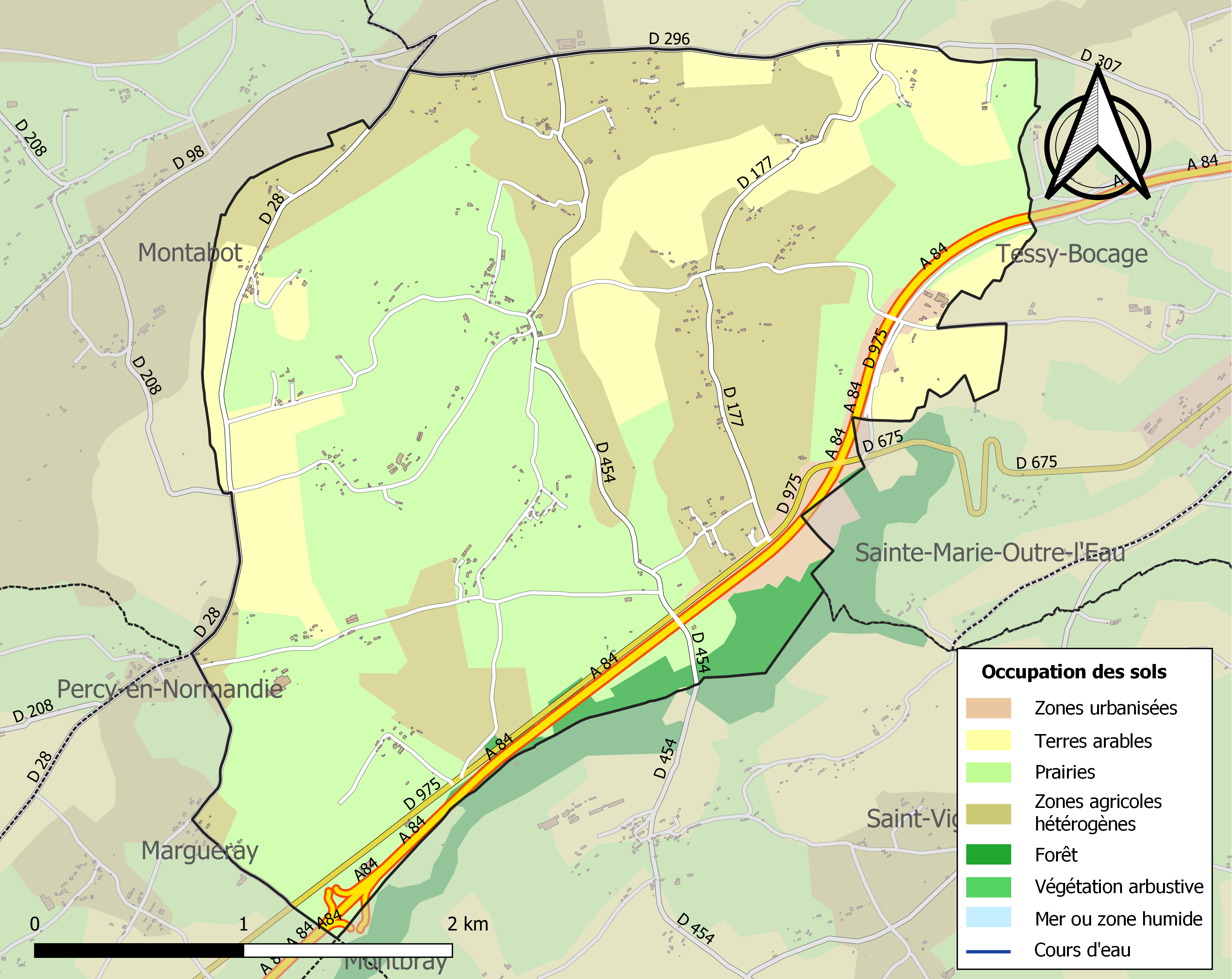
Carte des infrastructures et de l'occupation des sols de la commune en 2018 (CLC).

## Toponymie
Le nom de la localité est attesté sous les formes Gouveiz vers 1280, Gouvez en 1399.
François de Beaurepaire rapproche le toponyme Gouvets de Gouvix, ainsi que de Gouvieux dans l'Oise (Guvils vers 1060) qui paraissent reposer sur une forme gallo-romane °CŬBĪLES, masculin pluriel hypothétique du latin cŭbīle « couche, lit ; chambre (à coucher) ; demeure ; tanière ; cavité » (substantif neutre), soit « les chambres », « les habitations ».
Pour l'origine de ce toponyme, René Lepelley émet l'hypothèse du bas latin cubeles (latin cubile), dans le sens d'« habitation ».
Le gentilé est Gouvillons.

## Histoire
Des fouilles réalisées au lieu-dit La Bruyère de Rousseville ont mis au jour une occupation gauloise.
Au Moyen Âge, il y avait à Gouvets deux seigneuries distinctes, l'une près de l'église, l'autre vers les « bruyères et Varignères ».
Lors de la Révolution , Guillaume Criquet et Jean-Baptiste Binard († 1796) curés assermentés, furent tués dans la nuit du 13 au 14 juin 1796. Les assassinats furent attribués aux Chouans de Moustache, nom de guerre de J.-B. de la Mariouze, apparenté au baron Larsonneur de Gouvets.

## Politique et administration
| Période                                  | Période    | Identité       | Étiquette | Qualité           |
| ---------------------------------------- | ---------- | -------------- | --------- | ----------------- |
| 1965                                     | avril 2014 | André Bossard  | SE        |                   |
| avril 2014                               | En cours   | Rémy Deslandes | SE        | Retraité agricole |
| Les données manquantes sont à compléter. |            |                |           |                   |

Le conseil municipal est composé de onze membres dont le maire et deux adjoints.

## Démographie
L'évolution du nombre d'habitants est connue à travers les recensements de la population effectués dans la commune depuis 1793. Pour les communes de moins de 10 000 habitants, une enquête de recensement portant sur toute la population est réalisée tous les cinq ans, les populations de référence des années intermédiaires étant quant à elles estimées par interpolation ou extrapolation. Pour la commune, le premier recensement exhaustif entrant dans le cadre du nouveau dispositif a été réalisé en 2006.
En 2022, la commune comptait 291 habitants, en évolution de +9,81 % par rapport à 2016 (Manche : −0,31 %, France hors Mayotte : +2,11 %).
Gouvets a compté jusqu'à 970 habitants en 1836.
| 1793 | 1800 | 1806 | 1821 | 1831 | 1836 | 1841 | 1846 | 1851 |
| ---- | ---- | ---- | ---- | ---- | ---- | ---- | ---- | ---- |
| 787  | 785  | 845  | 917  | 877  | 970  | 921  | 898  | 890  |

| 1856 | 1861 | 1866 | 1872 | 1876 | 1881 | 1886 | 1891 | 1896 |
| ---- | ---- | ---- | ---- | ---- | ---- | ---- | ---- | ---- |
| 822  | 795  | 783  | 739  | 705  | 682  | 683  | 651  | 634  |

| 1901 | 1906 | 1911 | 1921 | 1926 | 1931 | 1936 | 1946 | 1954 |
| ---- | ---- | ---- | ---- | ---- | ---- | ---- | ---- | ---- |
| 638  | 587  | 560  | 484  | 519  | 571  | 552  | 524  | 530  |

| 1962 | 1968 | 1975 | 1982 | 1990 | 1999 | 2006 | 2011 | 2016 |
| ---- | ---- | ---- | ---- | ---- | ---- | ---- | ---- | ---- |
| 489  | 426  | 389  | 301  | 304  | 265  | 264  | 271  | 265  |

| 2021 | 2022 | - | - | - | - | - | - | - |
| ---- | ---- | - | - | - | - | - | - | - |
| 286  | 291  | - | - | - | - | - | - | - |

## Culture locale et patrimoine

### Lieux et monuments
- Église Sainte-Marthe des XIIe – XVIIIe siècles, surnommée Notre-Dame-des-Marais, d'origine romane, remaniée, avec clocher en bâtière. Dans la nef, présence de quelques pierres placées en épi, indiquant l'art roman. Elle abrite un bénitier du XVIIe, des fonts baptismaux du XIXe, une Vierge à l'Enfant du XIVe, une statue de saint Étienne du XVIe. À l'entrée de l'église, pierre tombale du XVIIe.
- Croix de l'ancien cimetière du XVIIe siècle.
- Lavoirs.
- Étang et parc aménagé à proximité de l'église.
- Plaque commémorative dédiée à l'écrasement à la Harvière d'un P47 Thunderbolt de l'US Air Force le 28 juillet 1944 avec pour pilote William M. Porter, qui est inhumé à Colleville-sur-Mer[25].

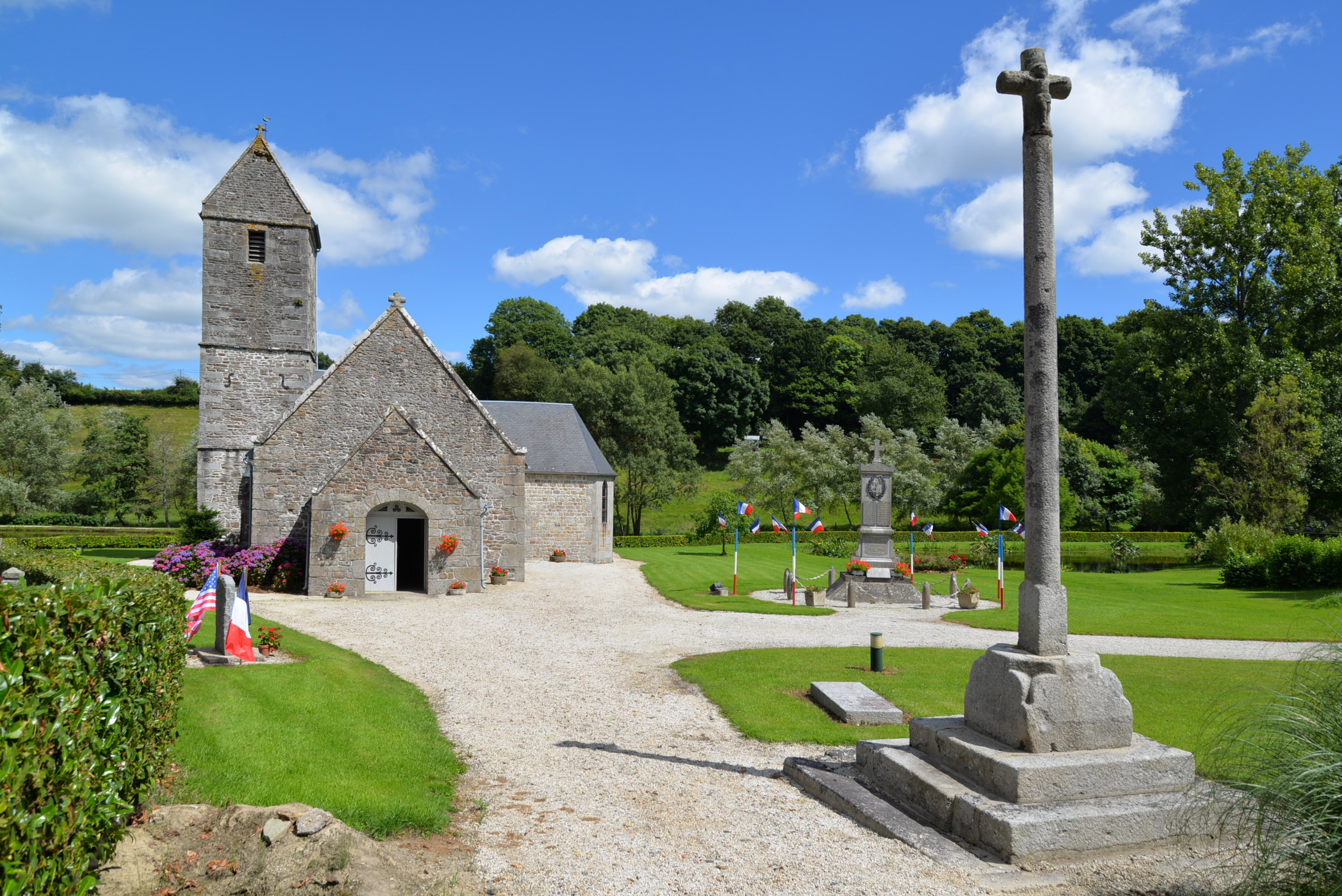
L’église Sainte-Marthe.
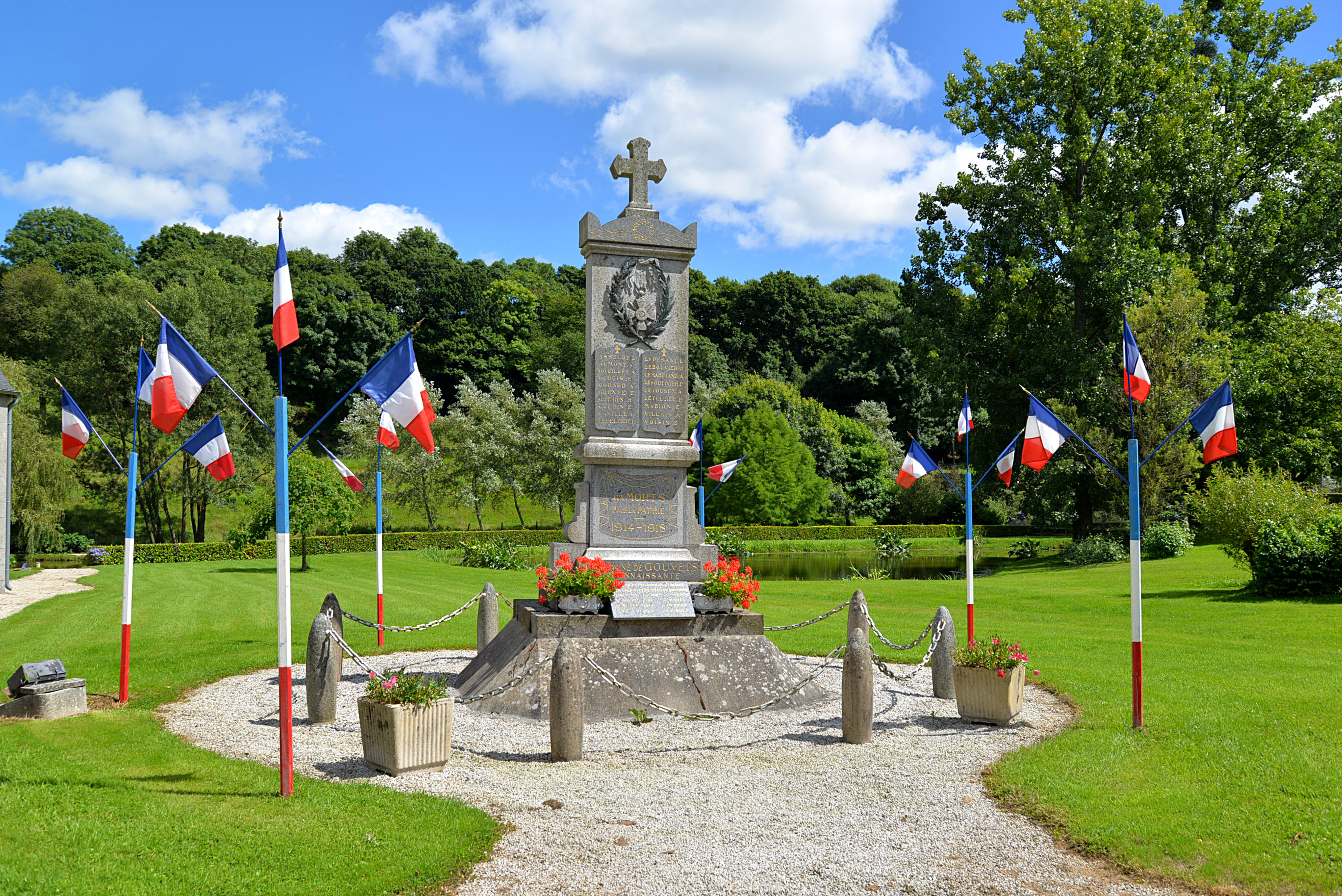
Le monument aux morts.
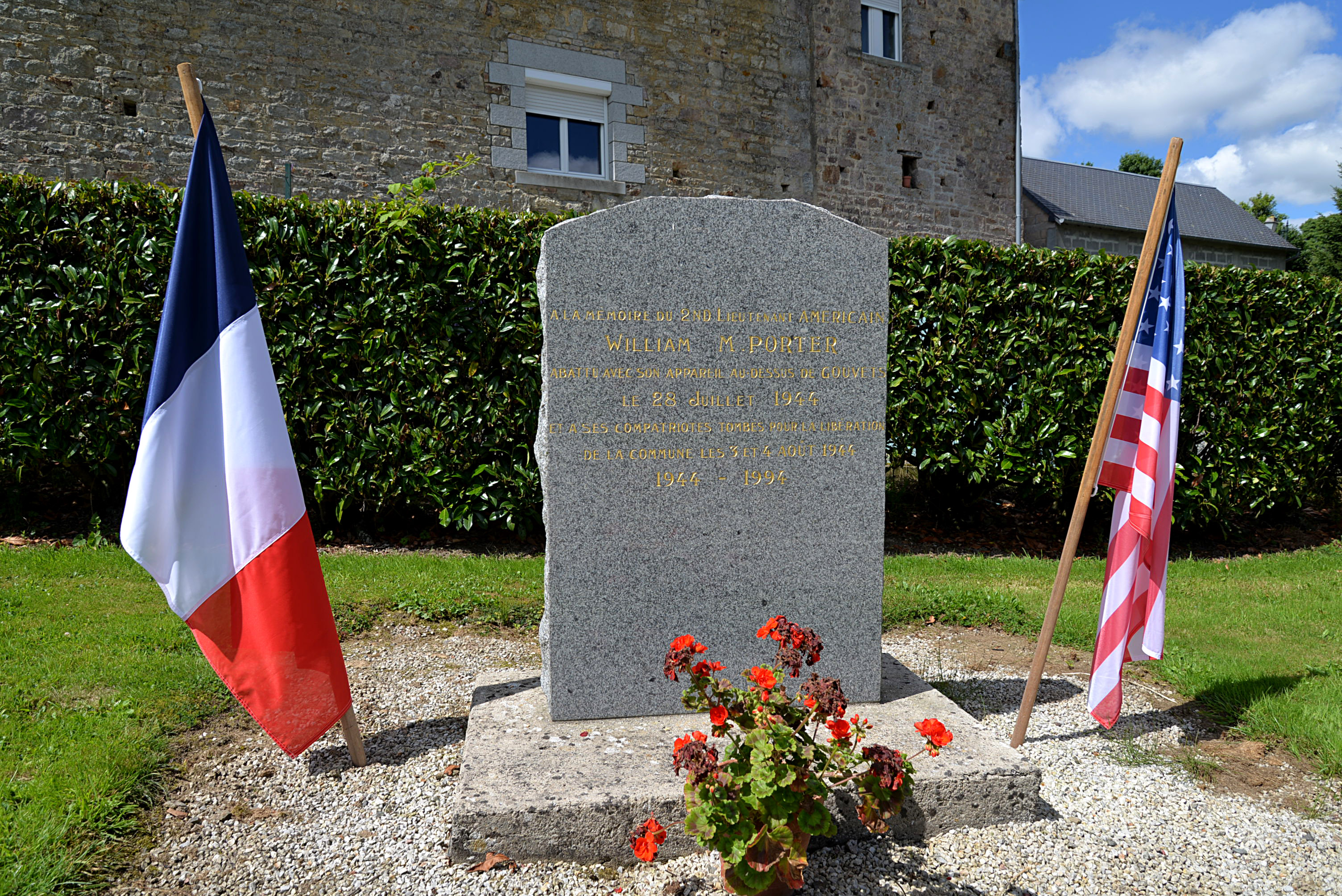
Plaque commémorative 1944.

### Personnalités liées à la commune
- Christian Génicot (1939-2005), journaliste, domicilié un temps à Gouvets[25].